# Sarina Hitz
Sarina Hitz (Mauren, 5 de septiembre de 2000) es una deportista suiza que compite en tiro, en la modalidad de rifle. Ganó tres medallas de plata en el Campeonato Mundial de Tiro, en los años 2022 y 2023.

## Palmarés internacional
| Campeonato Mundial | Campeonato Mundial | Campeonato Mundial | Campeonato Mundial               |
| Año                | Lugar              | Medalla            | Prueba                           |
| ------------------ | ------------------ | ------------------ | -------------------------------- |
| 2022               | El Cairo (Egipto)  | Medalla de plata   | Rifle en pos. tendida 50 m       |
| 2022               | El Cairo (Egipto)  | Medalla de plata   | Rifle 3 posiciones 300 m         |
| 2023               | Bakú (Azerbaiyán)  | Medalla de plata   | Rifle en pos. tendida 50 m mixto |